# José López Martínez (político)
José López Martínez (Cartagena, 7 de enero de 1967) es un empresario y político español, concejal del Ayuntamiento de Cartagena por el partido Movimiento Ciudadano de Cartagena (MC) y alcalde de la misma entre 2015 y 2017.
Ha protagonizado diversos incidentes polémicos con repercusión nacional, como cuando tras la segunda investidura de Castejón pronunció ante sus seguidores la frase «Las verdades, como puños. Y si hace falta, a la cara».
Dicha conducta le ha supuesto dos condenas por delitos leves: por tentativa de maltrato al intentar dar una patada al entonces director general de Calidad Educativa de la Región de Murcia y por coaciones a un funcionario.

## Biografía
Nacido en 1967, José López es propietario de la empresa Cafés Cavite, productora y distribuidora desde sus plantaciones caficultoras en Nicaragua.

### Concejal único por MC (2011-2015)
Su entrada en la política local ocurrió de la mano de la entonces federación Movimiento Ciudadano (MC), participando en su fundación en 2003 a través del partido Convocatoria de Independientes por Cartagena. Entre 2004 y 2007 ocupó la secretaría general de la federación, y en mayo de 2011 concurrió a las elecciones municipales como candidato a la alcaldía, de las que salió elegido sin embargo como único edil de MC en el pleno del Ayuntamiento.
Su actuación en la legislatura 2011-2015 se ha caracterizado por la persecución de los comportamientos que desde su grupo han estimado asociados a la corrupción política. Es por esta razón que López ha mantenido desde 2011 una relación de abierta hostilidad con el exalcalde socialista José Antonio Alonso Conesa, al que atribuía un trato de favor a empresas ligadas a su persona por parte de su sucesora en el consistorio, la popular Pilar Barreiro. Esta discordia tuvo sus mayores consecuencias en la demanda de Alonso Conesa contra López por injurias, que fue archivada por el juez tres años después, con el primero ya encausado como consecuencia de la Operación Púnica.
En sede judicial también se produjo el litigio contra la concesionaria del servicio de agua Hidrogea (antes Aquagest) con motivo de las tarifas de consumo, que se mantenían como las más altas de España a pesar del superávit continuado de sus cuentas. Finalmente, el Ayuntamiento de Barreiro accedió a aplicar la bajada de tarifas, si bien el Tribunal Superior de Justicia de la Región de Murcia invalidó la denuncia del concejal.
En el plano social, encabezó junto a otros representantes de la oposición municipal y regional protestas por el desmantelamiento del Hospital Universitario Santa María del Rosell por parte de las autoridades sanitarias autonómicas, alegando el traslado progresivo de sus servicios al recientemente construido Hospital Santa Lucía.
En las elecciones municipales de mayo de 2015, la candidatura de MC liderada por López ascendió en el organigrama del ayuntamiento cartagenero, alcanzando los cinco concejales. Este crecimiento sirvió para establecer un acuerdo con los socialistas de Ana Belén Castejón y el partido Cartagena Sí Se Puede (CTSSP) de Pilar Marcos, de manera que López ocupase la alcaldía los dos primeros años de la legislatura, y Castejón los dos restantes. Además, López reservó para sí la concejalía de Urbanismo e Infraestructuras.

### Alcalde (2015-2017)
El gobierno de López, administrador de un municipio que en septiembre de 2015 era listado entre los cinco más pobres del país, tomó medidas encaminadas a atajar esta coyuntura, como la puesta en marcha de una oficina antidesahucios, la apertura de los comedores escolares en verano o la asunción del pago del gasto en agua de familias en riesgo de exclusión, recobrando también el control del precio de la misma de manos de la concesionaria Hidrogea.
Otros proyectos presentados por el Ayuntamiento atañen a la descontaminación de los terrenos de la antigua fábrica de fertilizantes Potasas y Derivados en El Hondón, que valieron a la ciudad el sobrenombre de «capital de la contaminación» en España en 2001 y para los que se ha planeado un parque natural con el apoyo del Gobierno autonómico.

#### Hacienda
Dos de las primeras medidas de López al frente del gobierno bipartito estuvieron orientadas a personar al Ayuntamiento como acusación en aquellos casos de corrupción que afectaban al municipio (Novo Carthago,Púnica) y a redistribuir las áreas de gobierno para restringir el gasto, dado el menor margen presupuestario de maniobra a causa de la intervención por el Ministerio de Hacienda de las cuentas municipales para el periodo 2012-2022, sanción que fue impuesta durante el mandato de Barreiro por superar el máximo de deuda contemplado por la Ley de Estabilidad Presupuestaria. En junio de 2016, el alcalde López anunció el levantamiento de la tutela ministerial y la recuperación de la autonomía financiera del Ayuntamiento gracias a los ingresos obtenidos por el rescate de un aval de 13.8 millones de euros del proyecto de una urbanización y de una inspección pendiente desde 2012 sobre la petrolera Repsol, que reveló unos impuestos impagados por las obras en su refinería de Escombreras por valor de 24.5 millones.
En el ámbito de la fiscalización de las obras acometidas por la administración previa, el bipartito decidió en su primer mes efectuar una auditoría del Palacio de Deportes, tras una visita en la que se evidenciaron las múltiples deficiencias de una obra inconclusa que llevaba retrasándose desde 2007 y había alcanzado un coste de 21 millones de euros, sobre los 13 presupuestados inicialmente. En el mismo sentido fue constituida una comisión de investigación acerca de los sobrecostes en la edificación del auditorio y palacio de congresos El Batel entre 2003 y 2011, presupuestado originalmente en 20 millones de euros y concluido tras una inversión de 65.
En julio de 2016 fue aprobado por la Junta de Gobierno Local un plan de control y fiscalización de las subvenciones otorgadas por el Ayuntamiento, a fin de adecuarlas al marco impuesto por la Ley General de Subvenciones de 2013.

#### Infraestructuras
El partido localista que encabeza José López ha tenido desde los años en la oposición municipal uno de sus caballos de batalla en la dotación para Cartagena de infraestructuras que correspondan con la trascendencia que, sostienen, posee de la ciudad en el contexto regional y nacional. En este aspecto, se han impulsado o iniciado gestiones en vistas a potenciar el tejido productivo de la ciudad y comarca mediante la ubicación de una Zona de Actividades Logísticas en el polígono industrial de Los Camachos, las conexiones ferroviarias con el Corredor Mediterráneo y el trazado del AVE o la construcción del macropuerto de El Gorguel como objetivos principales.
A raíz de que Cartagena posea en el valle de Escombreras el mayor polo industrial de la Región de Murcia, y que disfrute de una floreciente actividad turística sobre la base de la escala de cruceros en su puerto y el tradicional turismo de sol y playa en La Manga del Mar Menor durante la época estival, el MC de López incluyó en su programa electoral de 2015 el reclamo de la implantación en la ciudad de las consejerías autonómicas de Industria y Turismo. Como consecuencia del acuerdo que permitió el pacto de gobierno con el PSOE, el alcalde anunció en marzo de 2016 que el Ayuntamiento solicitaría ante la Asamblea Regional una reforma del Estatuto de Autonomía que autorizase el traslado de las dos consejerías y definiese a Cartagena como capital de la comunidad, atendiendo a la presencia de dicho parlamento en la ciudad.
En enero de 2016 se produjo una reunión entre los alcaldes de los municipios de Cartagena, Fuente Álamo, La Unión y Torre-Pacheco, en la cual se pactó la mancomunación del servicio de bomberos, la creación de una central conjunta de compras y la presión por el cambio del sistema de financiación regional. A pesar de que no se aludió a ello en ningún instante, algunos medios quisieron ver en esta medida un primer paso hacia la instauración de la provincia de Cartagena.
Otras cuestiones que suscitaron el interés de López fueron la petición de establecimiento de la Administración de Aduanas en Cartagena, actualmente en Sangonera la Seca (Murcia), aduciendo «razones estratégicas y de funcionamiento racional del propio puerto»; la Ciudad de la Justicia, una infraestructura judicial paralizada desde 2007 a causa de los aplazamientos del Ayuntamiento en la cesión de suelo; y la reactivación en el municipio del proyecto privado y sin coste para las arcas públicas de un coso multiusos que reemplazase la plaza de toros clausurada en 1986, que llegó a comprometerse para La Unión ante la falta de acuerdo con el consistorio cartagenero del Partido Popular (PP), con el que los promotores habían tratado de negociar infructuosamente las condiciones de su instalación desde 2002.

#### AVE
El ascenso de López a la alcaldía coincidió con la fase previa a la conclusión de los preparativos que adecuasen la ciudad para la llegada del AVE, una infraestructura de importancia primordial para las comunicaciones con el resto del país. Barreiro había acordado en 2014 con Adif la construcción de una estación nueva en el Ensanche Norte, cerca del centro comercial Mandarache, arguyendo que el coste del acondicionamiento de la terminal de la Avenida América, resuelta en el convenio original de 2006, rebasaría los 120 millones de euros frente a los 15 del primer planteamiento a causa de la necesidad de soterrar las vías a su entrada en el casco urbano. Esta decisión, que permitiría teóricamente la conexión con Madrid vía Murcia en 2016, sería sufragada a través de las plusvalías extraídas por la futurible urbanización del solar de Potasas en El Hondón, en terreno público.
La intención de trasladar la terminal afrontó la disconformidad de los vecinos del Sector Estación, y tras el cambio en la alcaldía, López hizo un llamamiento a renegociar el convenio sobre el AVE y mantuvo las críticas que desde la oposición vertió en el plan, que tildó de «locura» al estimar en 95 millones el coste real de construir un nuevo apeadero debido a que no se había considerado el requisito de adaptar el desnivel del trazado existente, frente a 7.2 que achaca a una acomodación de la estación de la Avenida América. Acusó además a la regidora saliente de faltar a la verdad en cuanto a la rentabilidad que iba a percibir el Ayuntamiento por sus pretensiones urbanísticas en los terrenos de Potasas, contaminados y sujetos a la supervisión del Consejo de Seguridad Nuclear.
Ante el riesgo de más dilaciones en la llegada del AVE a Cartagena por la incertidumbre sobre la forma en que arribe en Murcia, donde se producen manifestaciones por el soterramiento de las vías, José López se mostró partidario de un baipás en El Reguerón que permitiese primero la llegada a la ciudad portuaria. Esta posición fue meditada en agosto de 2015 por el Ministerio de Fomento, encargado de diseñar la estructura ferroviaria.

#### Patrimonio
La recuperación del patrimonio arqueológico, cultural e histórico ha atraído también la atención administrativa del Ayuntamiento regido por José López, y en ese sentido se han favorecido iniciativas como las excavaciones en la Plaza de la Merced, la movilización de recursos para la puesta en valor del Anfiteatro, la adquisición municipal de la casa de Isaac Peral o la rehabilitación de la Torre Llagostera. Por otra parte, el cargo honorífico de cronista oficial de Cartagena, que había estado vacante desde el fallecimiento del periodista José Monerri en 2013, fue cubierto con el nombramiento de cuatro historiadores.
Asimismo, desde su gobierno se han impulsado a través del pleno municipal peticiones respecto a asuntos que involucran a otras entidades, como la demanda de protección jurídica al Arsenal Militar como Bien de Interés Cultural, o la restauración de la antigua Catedral y el Monasterio de San Ginés de la Jara. La rehabilitación de las antiguas baterías que guarnecían la base naval, en manos del Estado, también ha sido objeto de reivindicación. Así, López apostó por dar al complejo del Cuartel defensivo y baterías General Fajardo un uso de alojamiento turístico, y conminó a recuperar el proyecto de dar cobijo al Observatorio Oceanográfico y Costero de la Región de Murcia en las baterías de Santa Florentina y Santa Ana Acasamatada, demorado desde su aprobación en 2007. De cara a estos planes, el Ayuntamiento ha procurado atraer la participación financiera del Fondo Europeo de Desarrollo Regional.
En el ámbito de los museos, el Gobierno municipal ha dado igualmente pasos para coordinarse con el autonómico en temas como el regreso del Centro Histórico Fotográfico de la Región de Murcia, que, abierto en Cartagena en 2002, se trasladó a Murcia en 2010 debido a la falta de presupuesto para acondicionar su sede en la Casa del Niño. Además, el partido del alcalde promovió junto a otros una moción instando al Gobierno regional a desocupar sus dependencias en el Palacio de Aguirre para posibilitar la ampliación del Museo Regional de Arte Moderno.
Además, durante su gobierno se crea en julio de 2016 la Joven Orquesta Sinfónica de Cartagena, recuperando la música orquesta para la ciudad tras 70 años de ausencia de una agrupación de estas características. 
Con motivo del centenario de la inauguración del Gran Hotel en 1916, quedó aprobada la declaración del año 2016 como «Año del Modernismo», consagrado a la divulgación de la arquitectura y el patrimonio modernista de la ciudad mediante una serie de actividades que incluyeron conferencias, exposiciones, conciertos, concursos o la reinauguración del Gran Hotel con la interpretación de una recreación histórica.

#### Sanidad
La política de López en materia de salud desde la alcaldía pasó desde el primer momento por continuar las reclamaciones que defendía desde la oposición, coaligándose junto a los regidores de Fuente Álamo y La Unión para exigir a las autoridades de la Región de Murcia mayores inversiones en el Área de Salud II. Asimismo, el propósito sanitario de mayor calado de los dos partidos gobernantes en Cartagena fue la reapertura efectiva del Hospital Santa María del Rosell con todos los servicios médicos, que quedó coordinada mediante iniciativas tanto en el pleno municipal como en la Asamblea Regional, a través del Grupo Parlamentario Socialista. De esta forma, López anunció medidas de presión desde el Ayuntamiento sobre la Consejería regional de Sanidad tales como manifestaciones en Murcia, y exigió además participar junto al resto de municipios del Área de Salud en su consejo de dirección territorial, que hasta el momento había contravenido la normativa nacional de 1986 y autonómica de 1994 al no contar con representantes de las corporaciones locales. La situación de incapacidad del Hospital Santa Lucía para dar respuesta al volumen de ingresos de enero de 2016 enconó la postura del alcalde y sus aliados socialistas, que dos meses después en la Asamblea Regional aprobaban junto a Podemos y Ciudadanos (Cs) una proposición de ley que hacía del Santa María del Rosell el segundo hospital general del Área de Salud, si bien el PP anunció su recurso de la decisión ante el Tribunal Constitucional por considerar impracticable el cargo de la reapertura a los presupuestos regionales vía enmienda.
Paralelamente a las maniobras políticas enfocadas a reivindicar el funcionamiento pleno del Santa María del Rosell, el ejecutivo de López respaldó las demandas vecinales motivadas por el deficiente estado de las instalaciones del Centro de Salud de San Antón, por el cual los trabajadores del mismo han pedido un nuevo edificio desde 2003. El regidor visitó en octubre de 2015 el local tras notificar la Consejería de Sanidad la paralización de las obras de construcción del nuevo centro, calificando de «vergonzoso» el estado del inmueble en uso y anunciando su intervención en el asunto, apremiando en primer lugar a la titular de la Consejería, sumándose más tarde a las movilizaciones populares e impulsando mociones conjuntas en el pleno consistorial.
En febrero de 2016, durante la investigación judicial de diversas irregularidades económicas y sanitarias en torno a la planta desalinizadora de Escombreras, arrendada desde 2006 por la comunidad autónoma al Grupo ACS, López reaccionó a las informaciones que ponían bajo sospecha la salubridad del agua proveniente de la planta ordenando cesar la compra de agua desalada para el consumo de la población.

#### Urbanismo
El principal contratiempo al que tuvo que enfrentarse López al frente de la concejalía de Urbanismo ocurrió en junio de 2016, cuando el Tribunal Supremo confirmó una sentencia previa en la que, atendiendo a sus numerosas deficiencias, se dictaba la nulidad de la revisión del Plan General de Ordenación Urbana (PGOU) ejecutada en 2011 por el anterior equipo de gobierno. Así, quedaba suspendida la tramitación de licencias y volvía a entrar en vigor el plan tal y como fue aprobado en 1987. En previsión de este nuevo fallo de los tribunales, el alcalde se había dedicado a reunir la documentación necesaria para enmendar la malograda revisión del PGOU, de forma que pudo ser reaprobado con el voto a favor de MC, PSOE y Cs en el pleno municipal de aquel mismo mes y abierto el plazo de exposición pública. Este proceder fue criticado por CTSSP y la Asociación de Naturalistas del Sureste, que exigían la redacción de un PGOU desde cero, frente al criterio del gobierno, que temía tener que hacer frente a las reclamaciones millonarias de los promotores afectados en tanto que el proceso de reemplazo de la normativa urbana podía lastrarse durante años, como era el caso de la revisión de 2011, cuyos trámites se iniciaron en 2005.

## Ideología
A pesar de que nunca se ha situado públicamente en el espectro político, José López ha confesado en alguna ocasión su condición de exvotante del 
PP, al que dio su apoyo electoral hasta el momento de su entrada en la política activa. Así, en una carta dirigida al presidente del Gobierno Mariano Rajoy en 2015, López manifestaba el perjuicio que resultaba para el PP de la militancia de Pilar Barreiro en el mismo, y recordaba al presidente los nexos de su propia familia con la formación conservadora. Atendiendo a esta postura, al comienzo de su mandato en coalición el portavoz popular en el Ayuntamiento, Francisco Espejo, realizó acercamientos políticos al alcalde de MC apelando a la afinidad centroderechista de los electores de ambos partidos, sin éxito.
López en cambio sí se ha presentado como defensor del cartagenerismo, si bien lo ha hecho marcando distancias con el «cartagenerismo rancio y romántico» que encarnaría según sus palabras el Partido Cantonal.

## Polémicas

### Recortes sanitarios
En el contexto de su campaña en favor de la restitución de servicios completos para el Hospital Santa María del Rosell, el alcalde José López realizó en agosto de 2015 unas controvertidas críticas a la política de austeridad que el Gobierno regional había aplicado en sanidad, afirmando que «están matando al ciudadano» y que deseaba «que la próxima vez que haya un incendio en la Asamblea el Rosell esté cerrado», en referencia al fuego provocado que afectó al edificio legislativo durante los disturbios de 1992.

### El portal web informativo
En noviembre de 2015, el ejecutivo de López presentó un portal informativo en línea que entre sus atribuciones listaba la de publicar desmentidos «si consideramos que se ha publicado una noticia errónea en un medio de comunicación», en palabras del coordinador de Comunicación y Transparencia del Ayuntamiento, Ángel Tarifa.
En un primer momento la oposición se manifestó contraria en bloque a la página web por entenderla como un instrumento de propaganda y descalificación, a la vez que el Colegio Oficial de Periodistas de la Región de Murcia pedía su cierre o modificación por ver en ella un ataque a la prensa. El pleno en que debía tratarse la moción se produjo en un clima de tensión que estalló cuando José López se refirió como «cortito» al portavoz de Cs, Manuel Padín, hecho que propició un cruce de declaraciones que concluyeron con la expulsión de una concejala del mismo partido y el abandono de la sala por parte de los grupos del PP y Cs, para a continuación declararse el final de la sesión a falta de debatir más de la mitad de las cuestiones previstas en el orden del día.
En los días posteriores, la agrupación del PP en Cartagena lanzó un vídeo en el que recopilaba los momentos más polémicos de la dirección de López al frente de los plenos, que rápidamente se viralizó y fue emitido en la prensa y canales de televisión nacionales. Tras un mes de crispación entre las fuerzas políticas, el alcalde ofreció en el siguiente pleno sus disculpas por aquel comportamiento, que fueron aceptadas por Padín.

### Declaraciones y decisiones
El excaldalde mantiene una agria relación con su sucesora en el cargo, Ana Belén Castejón. Después de que López pasara a ser "un simple concejal", el exdirigente acusó a la alcaldesa de "traición" a la vez que reclamaba "seguir apostando por el cambio". Estas declaraciones llegaron después de la ruptura entre MC y PSOE, ocurrido debido a las "continuas deslealtades" ejercida por MC. La respuesta de López fue calificar a su adversaria política de "corrupta e incapaz". El enfrentamiento ha llevado incluso a que López se niegue a apoyar la rebaja de la tarifa del agua, medida que su propio partido había apoyado anteriormente.
A principios de 2018 la Fiscalía abrió una investigación para determinar si el Ayuntamiento de Cartagena troceó, mientras López ejercía responsabilidades consistoriales, decenas de contratos a tres empresas que se habrían concertado para lucrarse con obras, suministros y servicios municipales. A este respecto, López consideró "absolutamente ético" haber encargado una reforma en su domicilio a una de las empresas cuyos contratos con el Ayuntamiento están siendo investigados.
- Pregonero en las fiestas de Carthagineses y Romanos (2015).[69]
- Medalla de Mayordomo de la Cofradía california (2016).[70]
- Medalla de Hermano Cofrade Honorífico de San Ginés de la Jara (2016).[71]